# 維克托·阿斯馬耶夫
維克托·卡爾波維奇·阿斯馬耶夫（俄語：Виктор Карпович Асмаев，羅馬化：Viktor Karpovich Asmayev，1947年11月16日—2002年10月12日）是一名俄羅斯男子馬術運動員。他曾代表蘇聯參加1980年夏季奧林匹克運動會馬術比賽，並獲得團體場地障礙賽金牌。